# フランク&ローラ 魔性のレシピ
『フランク&ローラ 魔性のレシピ』（原題:Frank & Lola）は2016年に公開されたアメリカ合衆国のスリラー映画である。監督はマシュー・ロス、主演はマイケル・シャノンとイモージェン・プーツが務めた。本作は日本国内で劇場公開されなかったが、スター・チャンネルで放送されたことがある。

## ストーリー
フランクはラスベガスで料理人として生計を立てていた。そんなある日、フランクは町へやって来たばかりの謎めいた女性（ローラ）と恋に落ちた。ほどなくして、ローラはファッション・デザイナーとして働き始めたが、フランクはローラの上司であるキース・ウィンクルマンに嫉妬心を抱くようになった。キースは「部下に手を出すような真似はしませんよ」と言ったが、それでもなお、フランクは疑い続けたのである。ある日の夜、フランクはローラが見知らぬ男と一緒にホテルに入っていくのを見た。怒りと悲しみで胸が一杯になったフランクが一人で酒を飲んでいると、恋人に暴力を振るう男が視界に入ってきた。フランクは男を外に連れ出し、複数回殴りつけた。それが原因で、フランクは逮捕されてしまった。翌朝、ローラがフランクを迎えに警察署にやって来た。ローラはフランクに「母親（パトリシア）の昔の恋人、アラン・ラーソンはスウェーデン出身の金持ちだった。去年の夏、私はアランからレイプされ、それ以来トラウマに苦しんできた」と言った。フランクはアランに復讐することを誓い、彼についての情報をネット経由で集め始めた。
しばらくして、フランクはキースのために腕を振るうことになった。キースはフランクの腕前に感銘を受け、フランクがパリで開かれる料理大会に参加できるよう取り計らってくれた。フランクはパリに行ったついでにアランを探すことにした。フランクは今まで集めた情報を駆使し、アランがよく行く地元のレストランを特定した。フランクはキースという名前でアランに接触し、アランが大学教員時代に書いた本を絶賛した。アランはフランクを熱心な読者だと思い込み、彼と一緒に酒を飲むことにした。話しているうちに、アランはフランクの話に矛盾があることに気が付いた。不審に思ったアランがフランクを問いただすと、フランクは隠し持っていたナイフを突き付けてきた。アランは「ローラをレイプしたことはない」と釈明した。アランは行きつけのセックス・クラブにフランクを連れて行き、フランクは女性二人と一夜を過ごすことになった。その後、フランクは大会に参加し、会場にいたレストランの経営者からヘッドハンティングを受け、彼らがラスベガスに新設したレストランのシェフ長として雇われた。
ラスベガスに帰ってきたフランクはローラとベッドを共にした後、アランから聞いた話をローラに言った。翌朝、フランクは「先日、君とホテルに入っていった男性はアランだろう」と言ったところ、「貴方がクラブで楽しく過ごした相手はアランの妻（クレア）だ。アランはクレアに言うことを聞いてもらうために、魅力的な男をクレアに引き合わせている。アランが私をレイプしたのは事実だ。ストックホルム症候群になったために、私はアランを愛してしまった。私はアランの子供を妊娠したが、それを聞いたアランはあっさりと私を捨てた。その後、クレアは『貴方がお腹の子供を中絶し、そのままパリを離れてくれるなら、40万ドルを払う用意がある』と持ちかけてきた。頼る相手もいない私には、その申し出を受けるしかなかった」と語った。
フランクは再度パリへ向かい、クレアの話を聞きに行った。ローラの告白が真実だったことを知ったフランクは、アランへの怒りを煮えたぎらせた。フランクはラスベガスへ向かったアランを追って、直ちに飛行機に飛び乗った。

## キャスト
※括弧内は日本語吹替（Netflix版）
- フランク・ライリー - マイケル・シャノン（宮内敦士）
- ローラ - イモージェン・プーツ（小松由佳）
- アラン・ラーソン - ミカエル・ニクヴィスト（井上和彦）
- キース・ウィンクルマン - ジャスティン・ロング（川中子雅人）
- クレア・ラーソン - エマニュエル・ドゥヴォス
- パトリシア - ロザンナ・アークエット
- チャールズ - デヴィッド・アトラッキ

## 製作
マシュー・ロス監督が本作の脚本を書き上げたのは、本作の撮影が始まる10年ほど前のことであった。2014年2月5日、ローラ・ピクチャーズが本作の製作に携わることになったとの報道があった。2015年7月17日、ダニー・ベンジーとソーンダー・ジュリアーンズが本作で使用される楽曲を手掛けると報じられた。

## 公開・マーケティング
2016年1月27日、本作はサンダンス映画祭でプレミア上映された。29日、ユニバーサル・ピクチャーズが本作の配給権を200万ドル強で購入したと報じられた。10月20日、本作のオフィシャル・トレイラーが公開された。

## 評価
本作は批評家から好意的に評価されている。映画批評集積サイトのRotten Tomatoesには41件のレビューがあり、批評家支持率は68%、平均点は10点満点で6.04点となっている。また、Metacriticには18件のレビューがあり、加重平均値は56/100となっている。